# Юдин-Бельский, Михаил Андреевич
 Михаи́л Андре́евич Ю́дин-Бе́льский (13 (25) ноября 1884, Великие Луки — 14 марта 1963, Париж) — российский подполковник, участник Гражданской войны в России, затем деятель Русского зарубежья, диакон Российской католической церкви византийского обряда в Русском апостолате, митрофорный протоиерей Патриаршего экзархата в Западной Европе Московского патриархата, переводчик богослужения на французский язык.

## Биография
Родился в семье мещан, поступил в Реальное училище в Великих Луках.
В 1906 году окончил Александровское военное училище в Москве по первому разряду.

### Военная служба
29.08.1904 получил Нижний чин
24.03.1906 — Подпоручик
На 01.01.1909 служил в 4-й Восточно-Сибирской стрелковой артиллерийской бригаде
01.09.1909 — Поручик
31.08.1913 — Штабс-капитан
Состоял старостой православного военного собора в Выборге
После 1917 года участник Гражданской войны в России, воевал в Добровольческой армии. В 1919 году получил звание подполковника. Член Общества офицеров артиллеристов.
В 1920 году пленён поляками, интернирован в Германию.

### Награды
06.12.1911 — Орден Св. Станислава 3-й степени
06.01.1916 — Орден Св. Анны 3-й степени с мечами и бантом
20.08.1916 — Орден Св. Станислава 2-й степени с мечами
15.10.1916 — Св. Анны 4-й степени с надписью «за храбрость»

### В эмиграции
В марте 1920 года в составе Русского отряда находился в лагере Альтенграбов, Германия.
К 31 августа 1921 года содержался в лагере Вильдеман.
В мае — июне 1921 и к 10 октября 1922 года был в лагере Шэйен (Целле), Германия, где был старостой православного походного храма.
Переехал во Францию, жил в Париже, где в 1927 году под влиянием иеромонаха и сотрудника Нунциатуры Александра Евреинова перешёл в католичество византийского обряда, один из первых организаторов и староста прихода Святой Троицы русских католиков. Окончил курс Католического института в Париже, где преподавали русские эмигранты священники Георгий Цебриков, Лев Жеденов и профессора Михаил Гаврилов и Иван Пузына.
В 1930 году преосвященным Василием Хури архиепископом Хомса Мелькитской греко-католической церкви рукоположён в византийском обряде в сан диакона.

## Священство
В 1931 году епископом Вениамином (Федченковым) принят в православие, в юрисдикцию Русской православной церкви Московского патриархата и с 17 декабря 1931 года принят в клир Трёхсвятительского подворья в Париже. 20 февраля 1933 года этим же святителем рукоположён в сан священника.
В 1934 году — и. о. настоятеля общин Державной иконы Божией Матери в Ницце и Святителя Николая в Клуазоне.
С 1936 года — основатель и настоятель прихода Иконы Божией Матери «Всех Скорбящих Радости» и Святой Женевьевы в Париже на улице Монтань-Сент-Женевьев, 36, в организации которого ему активно помогали члены Братства святого Фотия Владимир Лосский, братья Евграф и Пётр Ковалевские, Леонид Успенский и другие. Одновременно настоятельствовал в церкви Покрова Пресвятой Богородицы.
С августа 1936 года — член комиссии по делам Западного православия.
С августа 1937 года — благочинный и администратор западно-православных приходов, служащих по западному обряду в православии.
В 1942 году, во время немецкой оккупации Парижа за помощь преследуемым евреям, арестован гестапо и отправлен в концентрационный лагерь.
25 августа 1945 года возведён в сан протоиерея. В 1953 году удостоен права ношения митры.

## Семья
Жена Зинаида Владимировна в девичестве Ивановская (24.10.1886 — 04.01.1975)
Дети:
Дочь Валентина (1908—1966)
Сын Константин (1909 — 10.02.1990, Алан, Франция)